# Holland Sport

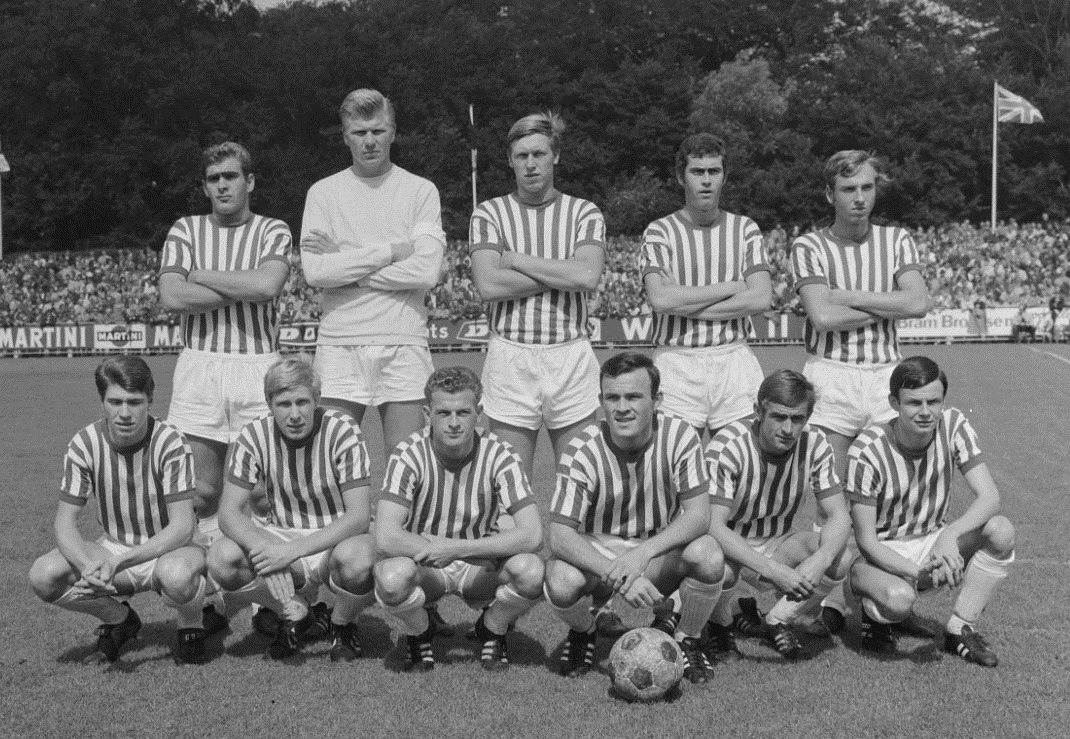
El Holland Sport de la temporada 1968/69.

El Holland Sport fue un equipo de fútbol de los Países Bajos que alguna vez jugó en la Eredivisie, la primera división de fútbol en el país.

## Historia
Fue fundado el 26 de noviembre de 1954 en la ciudad de Duinhorst en Wassenaar tras la fusión de los equipos Le Hague y Rooterdam FC, el cual en ese entonces era conocido con el nombre Flamingos'54 hasta que lo cambiaron cuando el club dejó de ser un club aficionado.
En enero de 1955 cambia su nombre por el de Holland Sport, pero el 14 de julio del mismo año se fusiona con el SVV Scheveningen y cambia su nombre por el de SHS.
El 22 de julio de 1964 el club cambia su nombre por el de Holland Sport nuevamente, dividiendo la fusión y el SVV Scheveningen se convierte en un club aficionado. El club fue de categoría profesional por 17 años, jugando 4 temporadas en la Eredivisie, donde su mejor temporada fue la de 1969/70 en la que finalizó en 9.º lugar.
El club desaparece oficialmente el 1 de julio de 1971 luego de que se fusionan con el ADO y nace el FC Den Haag.

## Participación en competiciones de la UEFA
| Temporada | Torneo         | Ronda          | Club           | Resultado |
| --------- | -------------- | -------------- | -------------- | --------- |
| 1970      | Copa Intertoto | Fase de grupos | VSS Košice     | 0-2, 1-4  |
| 1970      | Copa Intertoto | Fase de grupos | Åtvidabergs FF | 1-2, 1-2  |
| 1970      | Copa Intertoto | Fase de grupos | MSV Duisburg   | 2-0, 2-2  |

## Jugadores

### Jugadores destacados
| - Bertus de Harder - Mick Clavan - Wim Landman | - Guus Haak - Joop van Maurik | - Sjaak Roggeveen - Jan Boskamp |